# Alsóbalázsfalva
Alsóbalázsfalva (románul: Blăjenii de Jos, németül Unterblasendorf, szász nyelven Nedersst-Bluesendref) település Romániában, Beszterce-Naszód megyében.

## Fekvése
Beszterce-Naszód megye nyugati részén, Besztercétől 16 km-re északnyugatra, Felsőbalázsfalva, Kajla és Sajószentandrás közt fekvő település.

## Története
1434-ben említik először a források. A település eredeti lakói a 17. század elejéig szászok voltak, Giorgio Basta katonái azonban elpusztították, majd később románokkal települt újra.
A trianoni békeszerződésig Beszterce-Naszód vármegye Jádi járásához tartozott.

## Lakossága
1910-ben 526 lakosából 486 román, 27 magyar, 6 német, 7 egyéb nemzetiségű volt.
2002-ben 426 lakosából 420 román és 6 magyar volt.